# Forcipomyia pinicola
Forcipomyia pinicola is een muggensoort uit de familie van de knutten (Ceratopogonidae). De wetenschappelijke naam van de soort is voor het eerst geldig gepubliceerd in 1980 door Bystrak and Messersmith.